# Агент Джонні Інгліш: Нова місія
«Агент Джонні Інгліш: Нова місія» (англ. Johnny English Strikes Again) — британський комедійний фільм 2018 року режисера Девіда Керра. Продовження фільму «Агент Джонні Інгліш: Перезапуск». Світова прем'єра запланована на 20 вересня 2018 року.

## Синопсис
Внаслідок кібератаки розкрилися персональні дані усіх британських таємних агентів. Єдина надія британської спецслужби — Джонні Інгліш, який пішов на пенсію, і його даних не було у розсекреченій базі. Його завданням стає пошук хакера, який організував атаку. Як агент з незначними навичками та методами, Джонні Інгліш повинен подолати виклики сучасних технологій, щоб зробити цю місію успішною.

## У ролях
| Актор               | Роль                             |
| ------------------- | -------------------------------- |
| Ровен Аткінсон      | Джон Інгліш                      |
| Ольга Куриленко     | Офелія                           |
| Бен Міллер          | Ангус Боф                        |
| Адам Джеймс         | Пегас                            |
| Емма Томпсон        | прем'єр-міністр Великої Британії |
| Піппа Беннет-Ворнер | Леслі                            |
| Джейк Лейсі         | Джейсон                          |
| Міранда Геннессі    | Тара                             |
| Ірина Тишина        | Віолі Лінч                       |
| Девід Мумені        | Фабіан                           |
| Тунчай Гунес        | Тед                              |
| Саманта Рассел      | прем'єр-міністр Швеції           |
| Нік Овенфорд        | австралійський помічник          |
| Дзюніті Кадзіока    | японський дипломат               |